# 蘭丁灣
蘭丁灣（英語：Landing Cove），是南極洲的海灣，位於南奧克尼群島的莫伊島西北部，由英國南極名稱諮詢委員命名，該海灣現時由南極條約體系管理。